# Hustler Video
англ. Hustler Video — американская порностудия. Принадлежит компании Ларри Флинта Larry Flynt Publications и является частью брендовой линейки Hustler, куда входят журнал Hustler, Hustler Casino и розничные торговые точки Hustler Hollywood. В 2003 году Hustler Video приобрёл VCA Pictures, которая сохраняет отдельный бренд в конгломерате LFP.
Hustler Video известны пародиями на мейнстрим-фильмы и знаменитостей, таких как Пэрис Хилтон, Дэвид Хассельхофф или Линдси Лохан, а также телешоу, такие как «Счастливые дни», «Звездный путь» и «Хор». В ответ на то, что в 2008 году кандидат в президенты от республиканской партии Джон Маккейн выбрал в качестве своего напарника губернатора Аляски Сару Пэйлин, Hustler разместил закрытое объявление на Крейгслист о поиске доппельгангера Сары Пэйлин, готового сняться в порнофильме, изображая губернатора. В конечном итоге фильм, Who’s Nailin’ Paylin?, был выпущен 4 ноября 2008 года с Лизой Энн в главной роли.

## Награды и номинации (выборочно)
- 2002 AVN Award — «Best All-Sex DVD» за Porno Vision[4]
- 2002 AVN Award — «Best All-Sex Film» за Porno Vision[4]
- 2002 AVN Award — «Самый продаваемый релиз года» за Snoop Dogg's Doggystyle[4]
- 2003 AVN Award — «Лучший межрасовый релиз» за Liquid City[4]
- 2003 AVN Award — "Лучшая арт-режиссура — фильм' — Крис Крамски за America XXX[4]
- 2003 AVN Award — «Best Vignette Series» за Barely Legal[4]
- 2004 AVN Award — «Best Vignette Series» за Barely Legal[4]
- 2004 AVN Award — «Самый продаваемый релиз года» за Snoop Dogg's Hustlaz: Diary of a Pimp[4]
- 2004 AVN Award — «Best Ethnic-Themed Release — Black» за Snoop Dogg’s Hustlaz: Diary of a Pimp[4]
- 2005 AVN Award — «Лучший любительский релиз» за Adventure Sex[4]
- 2005 AVN Award — «Best All-Sex Release» за Stuntgirl[4]
- 2006 AVN Award — «Best All-Sex Release» за Squealer[4]
- 2007 AVN Award — «Best Pro-Am or Amateur Series» за Beaver Hunt[4]
- 2008 AVN Award — «Лучший интерактивный DVD» за InTERActive[5]
- 2008 AVN Award — "Best Vignette Series за Barely Legal School Girls[5]
- 2009 AVN Award — «Лучший специальный сериал — другой жанр» за Taboo[6]
- 2009 AVN Award — «Clever Title of the Year» за Strollin in the Colon[6]
- 2010 XBIZ Award — «Пародийный релиз года» за Not the Bradys XXX: Marcia[7]
- 2011 XBIZ Award — «Лучшая арт-режиссура» за This Ain’t Avatar XXX 3D[7]
- 2011 XBIZ Award — «Маркетинговая кампания года» за This Ain’t Avatar XXX[7]
- 2012 XBIZ Award — «Пародийная студия года»[8]
- 2013 XBIZ Award номинация — «Студия года», «Пародийный Релиз года — комедия» за This Ain’t Nurse Jackie XXX; дополнительные номинации: «Vignette Release of the Year» за Barely Legal 124; «Vignette Series of the Year» за Barely Legal и «лесбийский сериал года» за My First Lesbian Experience[9]
- 2014 AVN Award — Лучшая ритейлерская сеть — крупная[10]
- 2014 XBIZ Award — «Vignette Release of the Year» за Busty Beauties Car Wash[11]

## Правовые вопросы
В 2011 году компания Hustler Video была оштрафована на 14 175 долларов США после обвинений из-за безопасности на рабочем месте по трем отдельным жалобам: неспособность предоставить защитные устройства работникам, несоблюдение надлежащих правил в отношении здоровья и непредоставление вакцинации работникам.